# Michele Lupo
Michele Lupo (* 4. Dezember 1932 in Corleone; † 27. Juni 1989 in Rom) war ein italienischer Filmregisseur.

## Leben
Lupo begann seine Karriere im Filmgeschäft als Schnittassistent und erhielt schnell Angebote als Regieassistent, in welcher Funktion er häufig mit Camillo Mastrocinque zusammenarbeitete.
Er debütierte 1962 als Regisseur und drehte zunächst überwiegend Sandalenfilme und später Italowestern. Ende der 1970er wurde er vor allem durch Komödien mit dem Hauptdarsteller Bud Spencer bekannt. Seine Genrefilme zeichnen sich durch optischen Einfallsreichtum und gewitzte Drehbücher aus.

## Filmografie
- 1962: Die gewaltigen Sieben (Maciste, il gladiatore più forte del mondo)
- 1963: Der Stärkste unter der Sonne (Maciste l'eroe più grande del mondo)
- 1964: Tribun und Verschwörer (Gli schiavi più forti del mondo)
- 1965: Per un pugno nell’occhio
- 1965: Sieben gegen alle (Sette contro tutti)
- 1965: Revanche für Spartakus (La vendetta di Spartacus)
- 1966: Arizona Colt (Arizona Colt)
- 1967: Bradock - drei Unzen Blei zum Fünf-Uhr-Tee (Troppo per vivere… poco per morire)
- 1967: Die Doppelgänger (Colpo maestro al servizio di Sua Maestà britannica)
- 1968: Der Coup der 7 Asse (Sette volte sette)
- 1969: Die Geliebte (Una storia d'amore)
- 1970: Solo-Konzert für eine Pistole (Concerto per pistola solista)
- 1972: Ein achtbarer Mann (Un uomo da rispettare)
- 1972: Ben und Charlie (Amico, stammi lontano almeno un palmo)
- 1973: La Pistola (Dio, sei proprio un padreterno!)
- 1975: Africa Express
- 1977: Der Mann aus Virginia (California)
- 1978: Sie nannten ihn Mücke (Lo chiamavano Bulldozer)
- 1979: Der Große mit seinem außerirdischen Kleinen (Uno sceriffo extraterrestre - poco extra e molto terrestre)
- 1980: Buddy haut den Lukas (Chissà perché… capitano tutte a me)
- 1981: Eine Faust geht nach Westen (Occhio alla penna)
- 1982: Der Bomber (Bomber)